# Fajã de Cima
Fajã de Cima ist eine portugiesische Gemeinde (Freguesia) im Kreis (Município) von Ponta Delgada auf der Azoreninsel São Miguel mit 3293 Einwohnern (Stand 19. April 2021) auf 11,9 km². Die Bevölkerungsdichte beträgt 277 Einwohner pro km².
Fajã de Cima liegt gut einen Kilometer nordöstlich der Stadtgrenze von Ponta Delgada an der Straße EN4-1A nach Fenais da Luz an der Inselnordseite. Unmittelbar südöstlich benachbart ist die Schwestergemeinde Fajã de Baixo. Weitere benachbarte Freguesias sind São Pedro im Osten, Ponta Delgada im Süden, Arrifes im Westen, São Vicente Ferreira im Nordwesten und Fenais da Luz im Norden.
Wesentlicher Erwerbszweig ist die Landwirtschaft.